# Cyclocardia novangliae
Cyclocardia novangliae är en musselart som först beskrevs av E. S. Morse 1869.  Cyclocardia novangliae ingår i släktet Cyclocardia och familjen Carditidae. Inga underarter finns listade i Catalogue of Life.